# Campionato tahitiano di football americano 2017
Il Campionato tahitiano di football americano 2017 è stata la 9ª edizione del campionato di football americano di primo livello, organizzato dalla FTFA.

## Squadre partecipanti
| Club           | Città    | Stadio | Sponsor ufficiale | Risultato nella stagione 2016 |
| -------------- | -------- | ------ | ----------------- | ----------------------------- |
| A.S. Toa Oviri | Papeete  |        |                   |                               |
| A.S. Liona     | Papara   |        |                   |                               |
| Manu-Ura       | Paea     |        |                   |                               |
| Ono            | Punaauia |        |                   |                               |

## Stagione regolare

### Calendario

#### 1ª giornata
| Punaauia 4 marzo 2017, ore 16:00 | Ono | 6 – 12 | Toa Oviri | Stadio Punaruu |

#### 2ª giornata
| Paea 11 maggio 2017, ore 16:00 | Manu-Ura | 20 – 8 | Liona | Stadio Karl Coppenrath |

#### 3ª giornata
Giornata rinviata per maltempo

#### 4ª giornata
| Papeete 25 marzo 2017 | Toa Oviri | 42 – 40 | Manu-Ura | Stade Mission |

#### 5ª giornata
Giornata rinviata.

#### 6ª giornata
| Papara 8 aprile 2017, ore 17:00 | Liona | 24 – 30 | Toa Oviri | Stadio Hotu Maru |

#### Recuperi 1
| Reia 22 aprile 2017, ore 15:00 | Liona | 12 – 26 | Ono | Stadio Tavana |

#### 7ª giornata
| Paea 29 aprile 2017, ore 17:00 | Manu-Ura | 16 – 28 | Ono | Stadio Karl Coppenrath |

#### 8ª giornata
| Papeete 6 maggio 2017, ore 17:00 | Toa Oviri | 28 – 14 | Liona | Stade Mission |

#### 9ª giornata
| 20 maggio 2017 | Ono | 50 – 8 | Liona |  |

| 20 maggio 2017 | Manu-Ura | 36 – 24 | Toa Oviri |  |

#### Anticipi 1
| Papara 27 maggio 2017, ore 17:30 | Liona | 36 – 28 | Manu-Ura | Stadio Hotu Maru |

#### 10ª giornata
| 3 giugno 2017 | Toa Oviri | 0 – 18 | Ono |  |

#### Recuperi 2
| 10 giugno 2017 | Ono | 1 – 0 (a tavolino) | Manu-Ura | [ 3 ] |

### Classifica
La classifica della regular season è la seguente:
- PCT = percentuale di vittorie, G = partite giocate, V = partite vinte,  P = partite perse, PF = punti fatti, PS = punti subiti

| Pos. | Squadra    | PCT  | G | V | N | P | PF  | PS  |
| ---- | ---------- | ---- | - | - | - | - | --- | --- |
| 1    | Ono        | .833 | 6 | 5 | 0 | 1 | 129 | 48  |
| 2    | Toa Oviri  | .667 | 6 | 4 | 0 | 2 | 132 | 138 |
| 3    | Manu-Ura   | .333 | 6 | 2 | 0 | 4 | 140 | 139 |
| 4    | A.S. Liona | .167 | 6 | 1 | 0 | 5 | 102 | 182 |

## IX Heiva Bowl
| Pirae 24 giugno 2017, ore 19:00 | Ono    | 36 – 22 | Toa Oviri | Stadio Fautaua\| Arbitro: \| Milway \| |
| Arbitro:                        | Milway |         |           |                                        |

## Verdetti
- Ono Campioni di Tahiti 2017